# Navire d'expérimentation

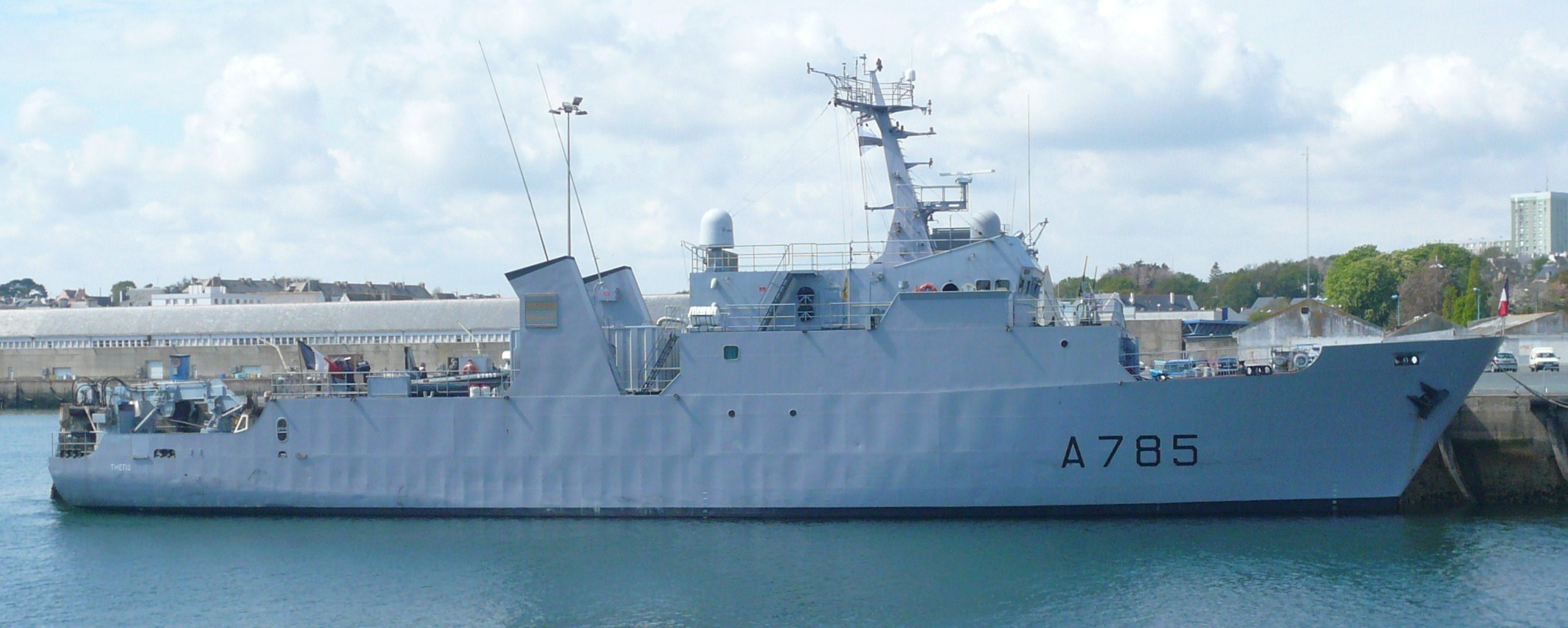
Le bâtiment français d'expérimentation et de guerre des mines Thétis en 2014 à Concarneau.

Dans la terminologie militaire moderne, un navire d'expérimentation est, en général, un navire de guerre conçu comme prototype ou pour expérimenter divers équipements (armes, électronique, propulsion, etc.).
La Marine nationale française a comporté plusieurs bâtiments d'expérimentation : le sous-marin expérimental lance-missile Gymnote (de 1964 à 1986), le bâtiment d'essais et d'expérimentation Ile d'Oléron (A610), l'aviso Commandant Rivière (de 1984 à 1992), le bâtiment d'expérimentation et de guerre des mines Thétis...
De son côté, la Royal Navy dispose depuis 2023 du XV Patrick Blackett, destiné à servir de banc d'essais pour des véhicules autonomes sous-marins et d'autres technologies innovantes.
La force maritime d'autodéfense japonaise possède également un navire d'expérimentation, le JS Asuka.